# Calycobathra calligoni
Calycobathra calligoni ist ein Schmetterling aus der Familie der Chrysopeleiidae.

## Merkmale
Die Falter haben eine Flügelspannweite von 10 bis 12 Millimeter. Der Kopf ist ockerfarben. Thorax und Tegulae sind fahl ockerfarben und ockerfarben gesprenkelt. Die Vorderflügel sind fahl ockerfarben und vor allem in der Basalregion und entlang der Costalader ockergrau gesprenkelt. Zur Flügelzeichnung gehören zwei schmale dunkelgraue Striche. Der erste befindet sich bei 1/3 der Vorderflügellänge in der Analfalte, der zweite bei 3/5 der Vorderflügellänge in der Flügelmitte. Die Fransenschuppen sind fahl ockergrau. Die Hinterflügel glänzen hellgrau und haben fahl ockergraue Fransenschuppen. Das Abdomen glänzt dorsal bräunlich-grau, die Segmente sind hinten weißlich gebändert. Die letzten beiden Segmente sind weiß, das Afterbüschel ist gelblich weiß.
Bei den Männchen ist der Uncus kurz und kräftig und sichelförmig. Die Valven sind schlank und distal nach innen gebogen. An der Basis befindet sich eine Einkerbung. Der caudale Teil ist parallelwandig und innen mit Reihen grober Borsten versehen. Der Apex ist rundlich. Drei lange und gekrümmte Dorsalborsten entspringen in Basisnähe und reichen bis zur halben Valvenlänge. Die Borsten an der Außenseite sind kurz und haarartig. Die Loben des Vinculums sind dreieckig, der caudale Teil ist rundlich und vor allem an den Rändern gezähnt. Der Aedeagus ist leicht gekrümmt und lateral abgeplattet. Er weitet sich zu einem rundlichen Apex mit einer halbrunden Einkerbung an der Spitze. Am Ventralrand befinden sich zwei oder drei kleine subapikale Zähne.
Bei den Weibchen ist die schlitzförmige Ausbuchtung des siebenten Sternits vorne sklerotisiert und U-förmig. Die Falte ist breit und hat einen fast geraden Rand. Das Ostium ist von einer nahezu quadratischen Verstärkung umgeben, die mit der mehr oder weniger trapezförmigen Genitalplatte verbunden ist. Es sind zwei Paare seitlicher Protrusionen mit netzartiger Struktur ausgebildet. Die innere Protrusion krümmt sich vor der schlitzförmigen Ausbuchtung, die äußere ist nahezu gerade, weitet sich apikal und ist hakenförmig nach innen gebogen. Der Ductus bursae verläuft in vielen Windungen und ist mit einem sklerotisierten Versteifungsband versehen. Das Antrum ist breit becherförmig, die hintere Hälfte ist innen dicht mit Härchen bedeckt. Das Corpus bursae ist oval. Es sind zwei kleine hornförmige Signa mit kreisförmiger Basis ausgebildet.

### Ähnliche Arten
Calycobathra calligoni unterscheidet sich von Calycobathra acarpa und Calycobathra variapenella durch die helleren und meist einfarbigen, fahl ockerfarbenen Vorderflügel und die beiden deutlichen dunkelgrauen Striche.

## Verbreitung
Calycobathra calligoni kommt im äußersten Südosten des europäischen Teils von Russland vor (östlicher kaukasus, Südural). Weitere Verbreitungsgebiete sind der Osten des Transkaukasus und Zentralasien. Die Art ist in Wüsten- und Halbwüstenhabitaten häufig und kommt zusammen mit Ascalenia viviparella vor.

## Biologie
Die Raupen entwickeln sich in den Trieben und Früchten von Calligonum junceum, Calligonum eriopodum, Calligonum microcarpum und Calligonum leucoladum. Sie leben vom späten Frühling bis zur ersten Hälfte des Sommers. Die Art bildet zwei Generationen pro Jahr. Die Falter können während des gesamten Jahres angetroffen werden. Sie überwintern in den Bauen verschiedener Nagetiere.

## Belege
1. 1 2 3 4 5 6  J. C. Koster, S. Yu. Sinev: Momphidae, Batrachedridae, Stathmopodidae, Agonoxenidae, Cosmopterigidae, Chrysopeleiidae. In: P. Huemer, O. Karsholt, L. Lyneborg (Hrsg.): Microlepidoptera of Europe. 1. Auflage. Band 5. Apollo Books, Stenstrup 2003, ISBN 87-88757-66-8, S. 185 (englisch).
2. ↑  Calycobathra calligoni bei Fauna Europaea. Abgerufen am 25. April 2012